# Pi Leonis
Désignations
Pi Leonis (en abrégé π Leo) est une étoile géante de cinquième magnitude de la constellation zodiacale du Lion. Située non loin de l'écliptique, il lui arrive d'être occultée par la Lune. D'après la mesure de sa parallaxe annuelle par le satellite Gaia, l'étoile est distante d'environ ∼ 476 a.l. (∼ 146 pc) de la Terre. Elle s'éloigne du Système solaire à une vitesse radiale de +22 km/s.
Pi Leonis est une étoile géante rouge évoluée de type spectral M2 III, actuellement située sur la branche asymptotique des géantes (AGB) du diagramme de Hertzsprung-Russell. Elle est 1,64 fois plus massive que le Soleil et son rayon est environ 85 fois plus grand que le rayon solaire. Elle est autour de 1 077 fois plus lumineuse que le Soleil et sa température de surface est de 3 757 K. Il s'agit d'une étoile variable irrégulière à longue période de type LB, dont la magnitude apparente varie entre 4,66 et 4,76 sans que l'on puisse définir une période.